# Mattino delicato (Terzetto tenue)
Mattino delicato (Terzetto tenue) o La scogliera di Grumo è un dipinto a olio su tela realizzato nel borgo di Grumo a Lierna sul Lago di Como, nel 1872 dal pittore italiano Vittore Grubicy de Dragon, conservato nella Galleria degli Uffizi di Firenze.

## Descrizione
Il dipinto di Grubicy de Dragon, appartenente alla corrente artistica del divisionismo, ritrae una grande roccia, a strampiombo sul lago, da cui prende il nome la località di Lierna, presso il Borgo di Grumo, che significa "La Rocca" o "Li sulla Roccia".
Il dipinto fa parte del trittico "Terzetto tenue" (cat. gen 390, 391, 392), di cui due opere furono realizzate en plain air a Lierna sul Lago di Como, e una a Miezzina, e attesta con le scritte sul telaio la consueta lentezza e cura nell'esecuzione, iniziato nel 1872, fu ripreso e finito nel 1889, a testimoniare la calma che consente il Borgo di Lierna sul lago di Como.